# Agar

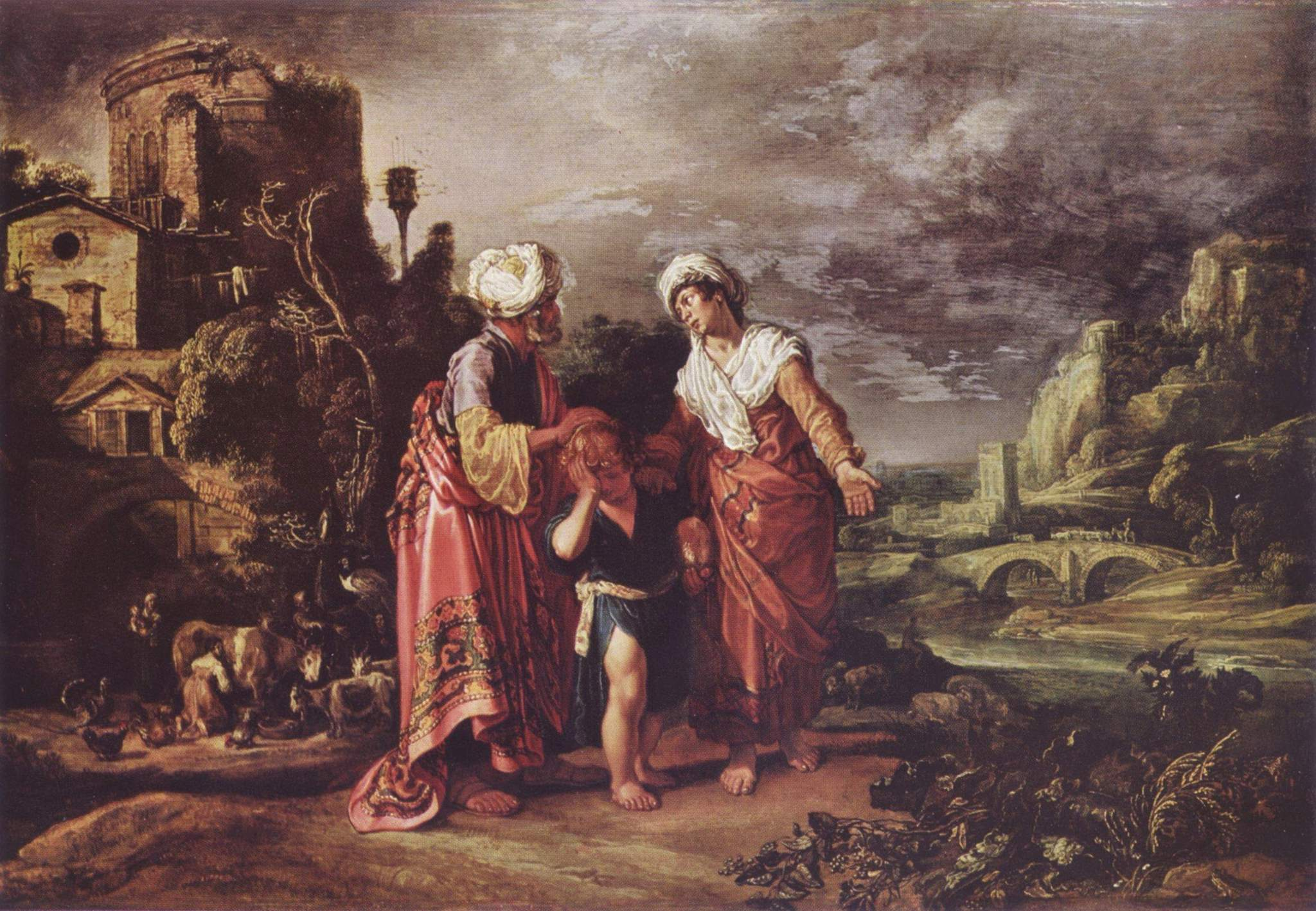
La despedida Agar, de Pieter Lastman.

Agar o Hagar fue según la Biblia, una esclava egipcia, concubina de Abraham, madre de Ismael. El Génesis narra la expulsión de Agar y su hijo provocada por la acusación de Sara, esposa de Abraham.
Debido a la infertilidad de Sara, el relato bíblico dice que ésta consideró conveniente que Abraham obtuviera descendencia a través de su sirvienta personal Agar. De la unión nació Ismael (Gn 16), del cual descienden los ismaelitas. Esto creó tensiones entre ambas mujeres. Cuando Agar fue expulsada debido a la acusación de Sara de que se burlaba de ella, vagó por el desierto (Gn 21). Un ángel le dijo a Agar en nombre de Dios que su descendencia sería incontable.
Posteriormente, los comentaristas rabínicos afirmaron en el Midrash que Agar era hija del Faraón que prefirió que fuese esclava de Abraham antes de que se tuviese que quedar en Egipto debido a los prodigios realizados por gracia divina en ese reino.
Los pueblos árabes (agarenos) consideran a Agar la mujer legítima de Abraham y se consideran descendientes de este a través de Ismael.
Para San Pablo (Ga 4, 21s), este relato representa la comunidad del pacto sinaítico (es decir, el judaísmo):

«Decidme vosotros, los que queréis estar sometidos a la ley: ¿No oís la ley? Pues dice la Escritura que Abraham tuvo dos hijos: uno de la esclava y otro de la libre. Pero el de la esclava nació según la naturaleza; el de la libre, en virtud de la Promesa. Hay en ello una alegoría: estas mujeres representan dos alianzas; la primera, la del monte Sinaí, madre de los esclavos, es Agar (pues el monte Sinaí está en Arabia) y corresponde a la Jerusalén actual, que es esclava, y lo mismo sus hijos. Pero la Jerusalén de arriba es libre; ésa es nuestra madre, pues dice la Escritura: `Regocíjate estéril, la que no das hijos; rompe en gritos de júbilo, la que no conoces los dolores del parto, que más son los hijos de la abandonada que los de la casada´. Y vosotros, hermanos, a la manera de Isaac, sois hijos de la Promesa.»